# テレビ東京ミュージック
株式会社テレビ東京ミュージック（テレビとうきょうミュージック、英: TV TOKYO Music, Inc.）は、テレビ東京ホールディングス傘下の音楽出版社兼制作プロダクションである。1969年8月25日に設立。旧社名は東京十二音楽出版。
なお、2023年11月13日のテレビ東京のブランドマーク刷新に合わせて当社のブランドマークも変更となり、ロゴ表記が「テレ東ミュージック」に改められた。

## 役員

### 2022年6月20日現在
- 代表取締役社長 - 大島信彦
- 常務取締役 - 内藤公子、萬直樹
- 非常勤取締役 - 高瀬義和（テレビ東京）
- 非常勤監査役 - 鍋谷操一（テレビ東京）

### 過去
- 代表取締役社長 -小川治、太田哲、多田暁、橋山厚志、太田修平、金子明雄
- 常務取締役 - 丸山明慶
- 取締役 - 荒井充興、竹村斉、吉居直哉
- 取締役相談役 - 沼部俊夫
- 非常勤取締役 - 島川哲雄、井澤昌平、井上康、加藤正敏
- 非常勤監査役 - 箕輪新一、石井智、小田原明子

## 主な音楽協力番組
いずれもテレビ東京系の番組で五十音順に記載。アニメのみ放送を開始した年ごとにも並べている。

### アニメ

#### 1995年
- 新世紀エヴァンゲリオン
- ナースエンジェルりりかSOS
- ふしぎ遊戯
- モジャ公

#### 1996年
- こどものおもちゃ
- ハーメルンのバイオリン弾き
- 爆走兄弟レッツ&ゴー!!

#### 1997年
- 超魔神英雄伝ワタル
- はいぱーぽりす
- はれときどきぶた
- ポケットモンスター

#### 1998年
- 快傑蒸気探偵団 TV ANIMATION SERIES
- ガサラキ
- サイレントメビウス
- ジェネレイターガウル
- センチメンタルジャーニー
- たこやきマントマン
- 超速スピナー
- 発明BOYカニパン
- ビーストウォーズII 超生命体トランスフォーマー
- ポポロクロイス物語

#### 1999年
- 仙界伝・封神演義
- 超発明BOYカニパン
- 火魅子伝
- メダロット

#### 2000年
- うちゅう人 田中太郎
- GEAR戦士電童
- タイムボカン2000 怪盗きらめきマン
- とっとこハム太郎
- ドキドキ♡伝説 魔法陣グルグル
- ブギーポップは笑わない Boogiepop Phantom
- 遊☆戯☆王デュエルモンスターズ
- ラブひな

#### 2001年
- 機動天使エンジェリックレイヤー
- ぐるぐるタウンはなまるくん
- しあわせソウのオコジョさん
- シスター・プリンセス
- シャーマンキング
- 超GALS!寿蘭
- スターオーシャンEX
- 地球少女アルジュナ
- テニスの王子様
- 東京アンダーグラウンド
- Dr.リンにきいてみて!
- 爆転シュート ベイブレード
- ヒカルの碁
- FF：U 〜ファイナルファンタジー:アンリミテッド〜
- フルーツバスケット
- パワーパフガールズ

#### 2002年
- あずまんが大王
- アソボット戦記五九
- ギャラクシーエンジェル
- キン肉マンII世
- 真・女神転生Dチルドレン ライト&ダーク
- スパイラル －推理の絆－
- 電光超特急ヒカリアン
- NARUTO -ナルト-
- ボンバーマンジェッターズ
- 満月をさがして
- ロックマンエグゼ
- わがまま☆フェアリー ミルモでポン!
- シスター・プリンセス RePure
- ポケットモンスター アドバンスジェネレーション

#### 2003年
- 宇宙のステルヴィア
- E'S OTHERWISE
- おもいっきり科学アドベンチャー そーなんだ!
- 幻影闘士バストフレモン
- 出撃!マシンロボレスキュー
- D・N・ANGEL
- デ・ジ・キャラットにょ
- .hack//黄昏の腕輪伝説
- FIRESTORM
- 冒険遊記プラスターワールド
- 魔探偵ロキ RAGNAROK

#### 2004年
- SDガンダムフォース
- 陰陽大戦記
- Get Ride! アムドライバー
- ケロロ軍曹
- 絢爛舞踏祭 ザ・マーズ・デイブレイク
- スクールランブル
- ゾイドフューザーズ
- それいけ!ズッコケ三人組
- tactics
- DAN DOH!!
- ファンタジックチルドレン
- 双恋
- BLEACH
- マリア様がみてる
- 陸奥圓明流外伝 修羅の刻
- モンキーターン／モンキーターンV
- 焼きたて!!ジャぱん
- 蒼穹のファフナー
- 月詠 -MOON PHASE-

#### 2005年
- アイシールド21
- ARIA The ANIMATION
- うえきの法則
- エレメンタル ジェレイド
- Capeta
- アニマル横町
- ギャラリーフェイク
- 甲虫王者ムシキング 森の民の伝説
- こてんこてんこ
- シュガシュガルーン
- スターシップ・オペレーターズ
- ゾイドジェネシス
- ふしぎ星の☆ふたご姫
- 魔法先生ネギま!
- まほらば 〜Heartful days
- ぱにぽにだっしゅ!

#### 2006年
- よみがえる空 -RESCUE WINGS-
- おろしたてミュージカル 練馬大根ブラザーズ
- ふしぎ星の☆ふたご姫 Gyu!
- ARIA The NATURAL
- スクールランブル 二学期
- 牙 -KIBA-
- ラブゲッCHU 〜ミラクル声優白書〜
- いぬかみっ!
- おとぎ銃士 赤ずきん
- 金色のコルダ〜primo passo〜
- ギャラクシーエンジェる〜ん
- ときめきメモリアル Only Love
- D.Gray-man
- ヤマトナデシコ七変化♥
- ネギま!?
- 武装錬金
- スーパーロボット大戦OG -ディバイン・ウォーズ-
- ぷるるんっ!しずくちゃん
- 史上最強の弟子ケンイチ
- ポケットモンスター ダイヤモンド&パール

#### 2007年
- がくえんゆーとぴあ まなびストレート!
- Master of Epic The Animation Age
- NARUTO -ナルト- 疾風伝
- 天元突破グレンラガン
- ハヤテのごとく!
- エル・カザド
- キスダム -ENGAGE planet-
- Over Drive
- ながされて藍蘭島
- かみちゃまかりん
- 瀬戸の花嫁（第13話まで）
- ヒロイック・エイジ
- BLUE DRAGON
- スケッチブック 〜full color's〜
- バンブーブレード
- 素敵探偵ラビリンス
- ドラゴノーツ -ザ・レゾナンス-
- しゅごキャラ!
- メイプルストーリー
- みなみけ
- 獣神演武 -HERO TALES-

#### 2008年
- みなみけ〜おかわり〜
- ARIA The ORIGINATION
- 遊☆戯☆王5D's
- ネットゴーストPIPOPA
- 絶対可憐チルドレン
- 隠の王
- ネオ アンジェリーク Abyss
- ネオ アンジェリーク Abyss -Second Age-
- ソウルイーター
- ヴァンパイア騎士
- モノクローム・ファクター
- うちの3姉妹
- ゴルゴ13
- スレイヤーズREVOLUTION
- 夏目友人帳
- ワールド・デストラクション 〜世界撲滅の六人〜
- とらドラ!
- ヒャッコ
- 今日の5の2
- スキップ・ビート!

#### 2009年
- みなみけ おかえり
- 宇宙をかける少女
- 夏のあらし!
- 咲-Saki-
- チーズスイートホーム あたらしいおうち
- ハヤテのごとく!!
- アラド戦記 〜スラップアップパーティー〜
- メタルファイト ベイブレード
- クロスゲーム
- かなめも
- ささめきこと
- たまごっち!
- FAIRY TAIL

#### 2010年
- バカとテストと召喚獣
- はなまる幼稚園
- HEROMAN
- 荒川アンダー ザ ブリッジ
- 荒川アンダー ザ ブリッジ×ブリッジ
- 伝説の勇者の伝説
- ポケットモンスター ベストウイッシュ

#### 2012年
- たまごっち! ゆめキラドリーム
- 貧乏神が!

#### 2013年
- ポケットモンスター XY
- たまごっち! みらくるフレンズ

#### 2014年
- GO-GO たまごっち!

#### 2015年
- たまごっち! たまともだいしゅーGO
- ポケットモンスター XY&Z

#### 2016年
- あおおに〜じ・あにめぇしょん〜
- ポケットモンスター サン&ムーン

#### 2018年
- 妖怪ウォッチ シャドウサイド

#### 2019年
- エッグカー

#### 2022年
- オンエアできない!
- 神クズ☆アイドル

#### 2024年
- 甘神さんちの縁結び

#### 2025年
- 黒岩メダカに私の可愛いが通じない

### 劇場アニメ
- 劇場版ケロロ軍曹シリーズ
- 劇場版新世紀エヴァンゲリオンシリーズ
- 劇場版とっとこハム太郎シリーズ
- 劇場版NARUTO -ナルト-シリーズ
- 劇場版BLEACHシリーズ
- 劇場版ポケットモンスターシリーズ

### 音楽・ハロー!プロジェクト関連
- 音流〜On Ryu〜
- セクシー女塾
- それゆけ!ゴロッキーズ
- 二人ゴト
- 魔女っ娘。梨華ちゃんのマジカル美勇伝
- ミュージックブレイク
- 娘DOKYU!
- モーニング娘。のへそ
- 洋子の演歌一直線
- 流派-R
- 超音波
- ハロドリ。-MUSIC-（2024年6月までは『ハロドリ。』）

### 映画・ドラマ
- 嬢王
- 水曜ミステリー9
- 青春ばかちん料理塾
- ピンチランナー
- 仔犬ダンの物語
- スケバン刑事 コードネーム=麻宮サキ
- ドラマ24 コスプレ幽霊 紅蓮女
- Lドラ かりゆし先生ちばる!
- ウルトラマンオーブ
- ウルトラマンR/B
- ウルトラマンタイガ
- ウルトラマンZ
- ウルトラマントリガー NEW GENERATION TIGA
- ウルトラマンデッカー
- ウルトラマンブレーザー
- 不便な便利屋
- らせんの迷宮〜DNA科学捜査〜

### その他
- 石塚英彦&パパイヤ 大東京!秘密の裏メニュー食べまくり大作戦
- 田舎に泊まろう!
- えぐら開運堂
- ソロモンの王宮
- 美の巨人たち
- TVチャンピオン
- TVチャンピオン2

## その他の主な放送局系列の音楽出版社
- テレビ愛知ミュージック
- 日本テレビ音楽
- 日音
- フジパシフィックミュージック
- テレビ朝日ミュージック
- MXエンターテインメント
- セントラルミュージック
- エフエムサウンズ
- tvkコミュニケーションズ
- サウンズネクスト
- J-WAVE MUSIC
- ユーズミュージック
- SPACE SHOWER MUSIC
- テレビ大阪サービス
- YTE（旧・読売テレビエンタープライズ）
- ミリカ・ミュージック
- メディアプルポ
- ABCフロンティア
- CBCクリエイション
- 東海パック